# ロバート・スペンサー (第4代サンダーランド伯)
第4代サンダーランド伯爵ロバート・スペンサー（英語: Robert Spencer, 4th Earl of Sunderland, 1701年10月24日 – 1729年9月15日）は、イギリスの貴族。1702年から1722年までスペンサー卿の儀礼称号を使用した。

## 生涯
第3代サンダーランド伯爵チャールズ・スペンサーと2人目の妻アン（1683年2月27日 – 1716年4月15日、旧姓チャーチル、初代マールバラ公爵ジョン・チャーチルの娘）の長男として、1701年10月24日に生まれた。
1722年4月19日に父が死去すると、サンダーランド伯爵位を継承した。政治ではホイッグ党に属するとされ、1727年10月11日にはジョージ2世の戴冠式に出席した。
熱病により1729年9月15日に生涯未婚のままパリで死去、10月7日にブライトンで埋葬された。弟のチャールズが爵位を継いで第5代サンダーランド伯爵となり、1733年に死去した母方の伯母の第2代マールバラ公爵ヘンリエッタ・チャーチルの爵位も継承して第3代マールバラ公爵となった。